# Île de la Province
L'île de la Province (anglais : Province Island) est une île du lac Memphrémagog située principalement au Québec, mais ayant une petite partie au Vermont.

## Toponymie
Le nom de l'île, qui est située sur la frontière canado-américaine est apparue avec la confédération en 1867. Elle a aussi porté les noms de Howard Island et de Zabrieski Island du nom de ses anciens propriétaires.

### Webographie
- Ressources relatives à la géographie :   - Banque de noms de lieux du Québec
  - Base de données toponymiques du Canada
  - Geographic Names Information System